# Josefov (okres Hodonín)
Josefov (německy Josefsdorf) je obec v okrese Hodonín v Jihomoravském kraji, 9 km západně od Hodonína v oblasti Podluží. Žije zde 453 obyvatel. Jde o vinařskou obec ve Slovácké vinařské podoblasti (viniční tratě: Roztrhanské, Kukvička, Homole, Žídliky u Nechor).

## Historie
Nynější ves Josefov byla založena v roce 1782 na území bývalého panského poplužního dvora, postaveného v místech zaniklé vesnice Kukvice, která ležela při potoku Prušánka a patřila k nejstarším osadám na Podluží. Kukvice se poprvé připomínaly v souvislosti s kostelem a farou v Mikulčicích roku 1383.
V letech 1468 až 1470 byla obec vypálena Uhry, znovu pak obnovena před rokem 1528. Kukvice definitivně zanikly za třicetileté války. Na místě kukvického dvora pak vznikla roku 1782 nová ves nazvaná k poctě císaře Josefa II. Josefovem. Obyvatelé nové vsi byli osvobozeni od roboty, což bylo v té době zvláštností.
V počátcích své existence tvořil Josefov s Dolními Bojanovicemi společnou samosprávnou obec. Odloučení obcí se uskutečnilo v roce 1867. V roce 1877 byla přestavěna kaplička do podoby nynějšího kostela, ve stejném roce byla postavena jednotřídní škola. K roku 1880 bylo v obci 42 domů s 249 obyvateli. Významnou událostí v obci bylo zavedení elektrického proudu a osvětlení.
V letech 1954 až 1960 byly vybudovány kanalizace, hřbitov a chodníky. Josefov je tradiční oblastí pěstování vinné révy.

## Památky
- Kostel Všech svatých z roku 1877 vznikl přestavbou starší kaple
- Na konci obce směrem na Prušánky je v malebné skupině starých stromů zasazeno pozdně barokní sousoší sv. Anny z roku 1760. Podle pověsti ho zde nechal postavit pastýř, který na tom místě našel poklad.

## Galerie

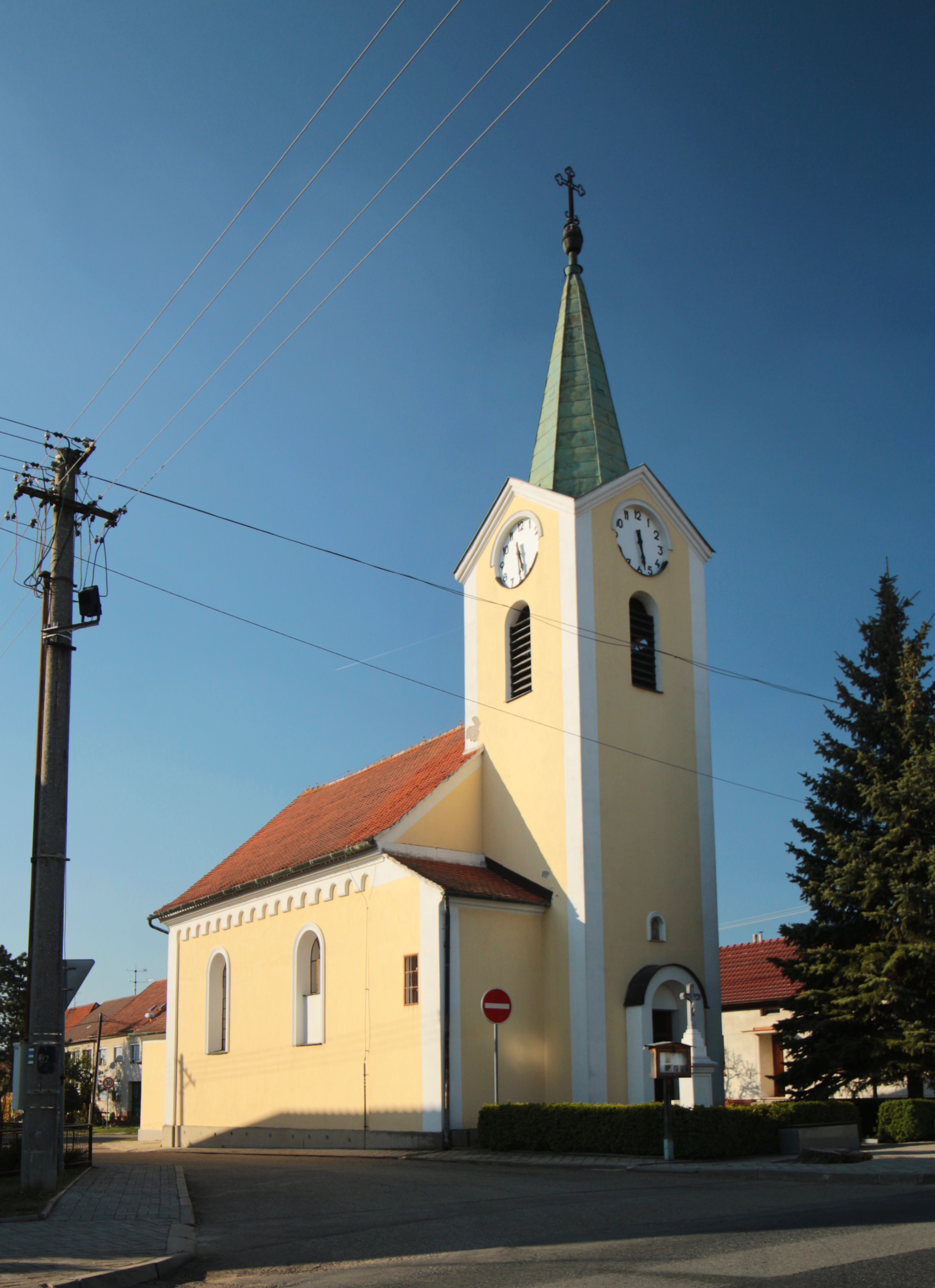
Kostel Všech svatých
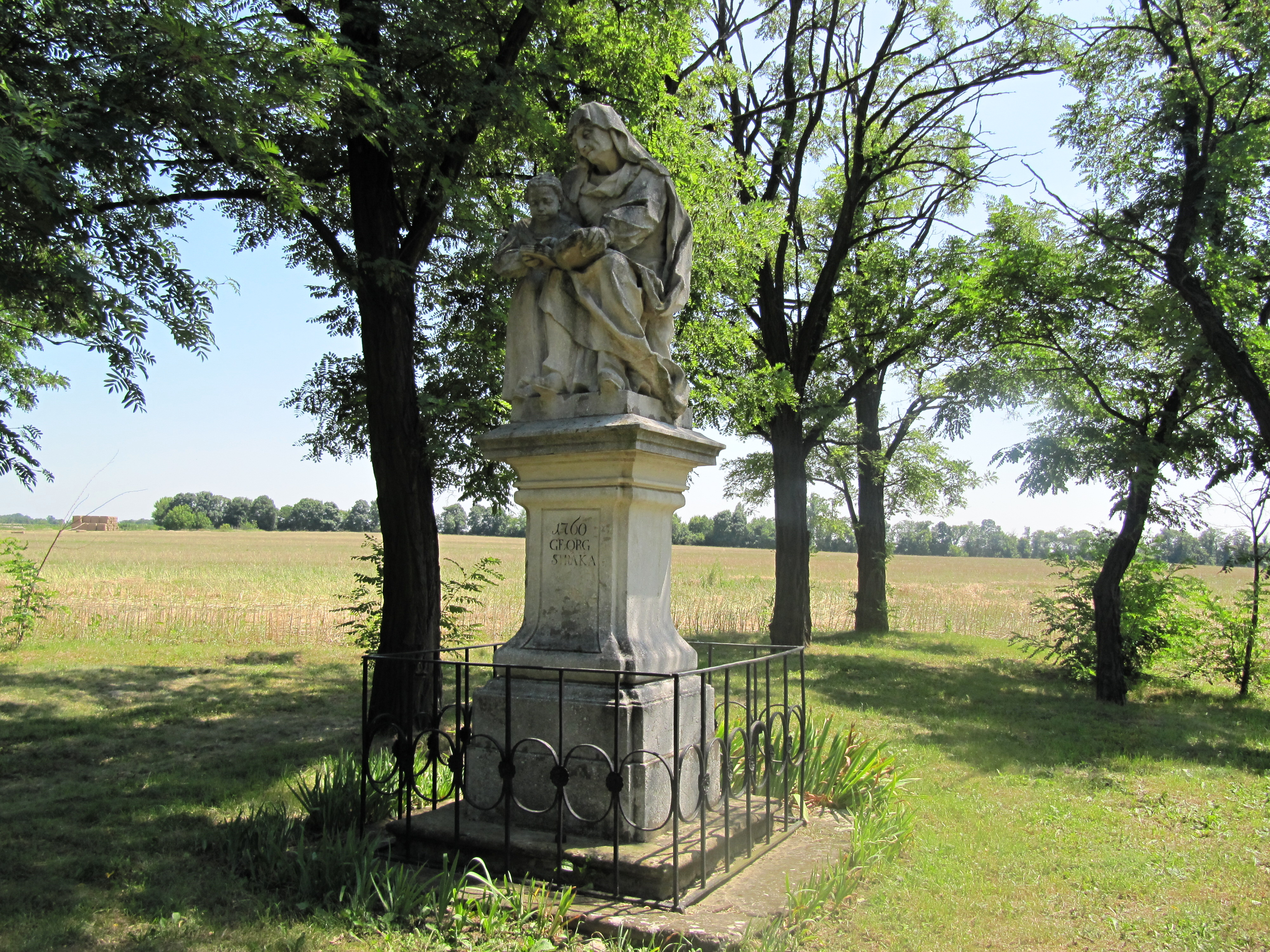
Socha svaté Anny vyučující Marii z roku 1766
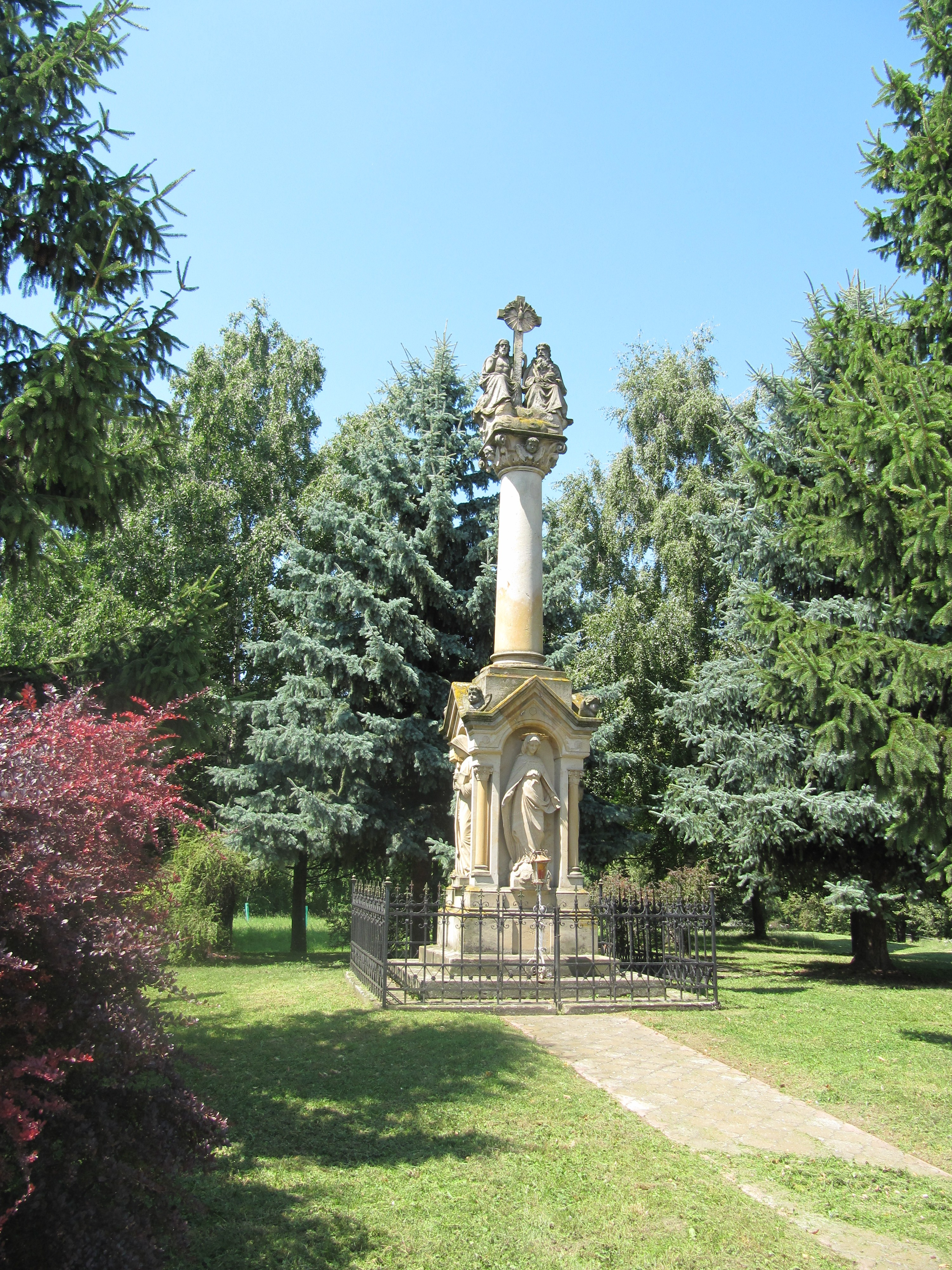
Sousoší Nejsvětější Trojice
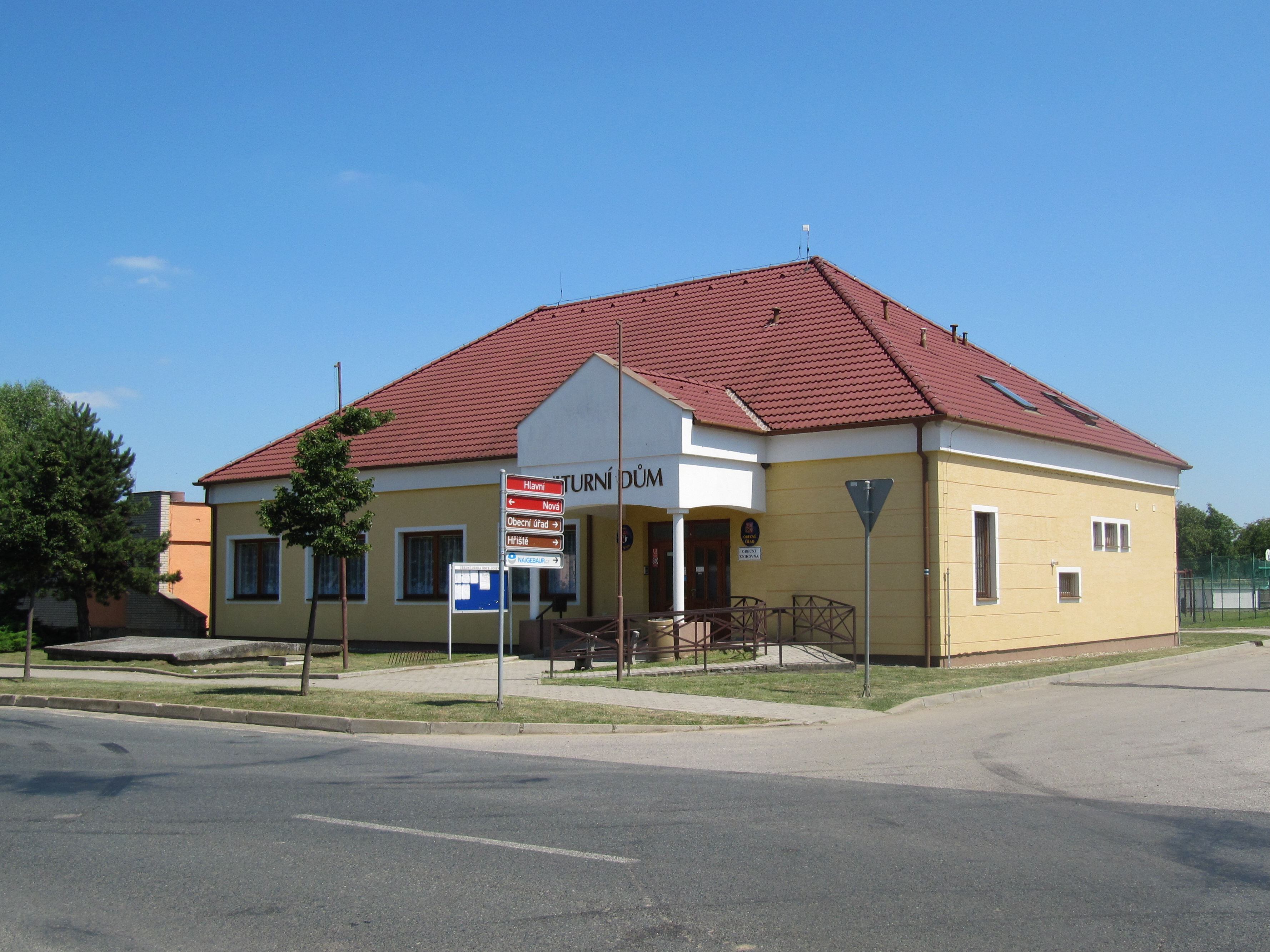
Obecní úřad

## Kulturní tradice
V obci se udržují staré zvyky, jako např. topení smrtnice, což je tradiční vítání jara, a pořádají se zde tradiční Josefovské krojované hody, kterých se pravidelně zúčastňuje kolem 200 krojovaných z okolí.